# Rubus dissimulans
Espèce
Rubus dissimulans est une espèce de plantes à fleurs de la famille des rosacées du genre Rubus, du sous genre rubus et de la section corylifolii.

## Description
Rubus dissimulans a des turions, glabres, de couleur verdâtre. Cette ronce comporte de fin aiguillions de 4 à 5 millimètres de la même couleur que ces turions. Il possède des feuilles pédalées (qui qualifie une feuille à plusieurs segments, le médian étant libre et les latéraux s'insérant chacun sur celui qui le précède) de quatre à cinq folioles. Le foliole terminale, de dix a quinze centimètre de long, a un apex nettement distinct. La face supérieure des feuilles, est couverte de poils (20 à 60 /cm2), la face inférieure est aussi pubescente, mes ces poils ne sont pas perceptibles au toucher.
Les fleurs sont blanches a rose pâle. Les pétales sont ovales et mesure de huit à onze centimètre.

## Habitat et répartition
On rencontre cette ronce de façon éparse à fréquente dans les haies, les fourrés, sur sols généralement pauvre et sableux.
Elle est présente en Norvège, en Suède, au Danemark et en Allemagne (Schleswig-Holstein, Basse-Saxe, Westphalie).